# Una scomoda verità
(tagline del film)
Una scomoda verità (An Inconvenient Truth) è un film-documentario sul problema mondiale del riscaldamento globale, diretto da Davis Guggenheim, e avente quale protagonista l'ex vicepresidente degli Stati Uniti d'America, Al Gore. Si basa in larga parte su una presentazione multimediale Keynote creata da Gore e da lui utilizzata per molti anni durante la sua campagna di informazione sui cambiamenti climatici.
Il film ha vinto il premio Oscar 2007 come miglior documentario e per la migliore canzone originale. Sia Gore, sia la Paramount Classics, distributrice del film, si sono impegnati a continuare in futuro la realizzazione e la diffusione di altri documentari per la campagna di sensibilizzazione sul riscaldamento globale.

## Il documentario

### Tematiche
Film-documentario, An Inconvenient Truth passa in rassegna i dati e le previsioni degli scienziati sui cambiamenti climatici, inframmezzato da eventi della vita personale di Gore. Attraverso una presentazione diffusa in tutto il mondo, Gore riesamina la posizione degli scienziati, discute le implicazioni politiche ed economiche della catastrofe, e illustra le probabili conseguenze del riscaldamento del pianeta se non si interverrà immediatamente e a livello globale per ridurre le emissioni di gas serra.
Il film integra scene in cui vengono confutate le tesi di coloro che sostengono che il riscaldamento globale sia una falsa minaccia. Per esempio, Gore discute dei rischi che comporterebbe lo scioglimento dei ghiacci Antartici e della Groenlandia, come l'innalzamento delle acque oceaniche di circa 6 metri, che costringerebbe oltre 100 milioni di persone ad abbandonare la propria terra. I ghiacci sciolti della Groenlandia, a causa della loro minore salinità, potrebbero interrompere la Corrente del Golfo e scatenare un drammatico calo delle temperature in tutto il nord Europa.
Nell'impegno a spiegare il fenomeno del riscaldamento globale, il film mostra le variazioni di temperatura e dei livelli di CO2 nell'atmosfera negli ultimi 600.000 anni. L'uragano Katrina viene preso come esempio di ciò a cui stiamo andando incontro se la società continuerà di questo passo.
Al Gore suggerisce che lo sviluppo economico possa conseguire solo dal benessere della popolazione, mostrando ad esempio il cattivo andamento di General Motors rispetto a Toyota in relazione al diverso atteggiamento dei corrispondenti paesi verso il protocollo di Kyōto. Viene menzionata anche l'esplosione demografica e la conseguente scarsità di risorse pro capite.
Il documentario si conclude con Gore che osserva come gli effetti tragici del riscaldamento globale possano essere scongiurati attraverso una cooperazione a livello globale, e una serie di comportamenti dei singoli individui, per ridurre le emissioni di anidride carbonica nell'atmosfera. Gore invita anche tutti gli spettatori del documentario ad agire, con una serie di abitudini che possono aiutare a combattere il problema.

### Base scientifica
Le basi scientifiche su cui lo studio e la presentazione di Gore si fondano - cioè che il riscaldamento globale è un fenomeno reale e grave, e dovuto in massima parte alle attività umane - sono confermate da molteplici ricerche.

Gore stesso mostra nel film vari studi, dati e ricerche che confermano quanto affermato dal film:
- La ritirata dei ghiacciai è mostrata attraverso una serie di foto scattate in anni diversi.
- Uno studio condotto da ricercatori dell'università di Berna dell'istituto di Fisica e lo European Project for Ice Coring in Antarctica che mostrano i dati raccolti nei ghiacci dell'Antartide che rivelano come le concentrazioni di anidride carbonica siano di gran lunga superiori a qualsiasi altro periodo negli ultimi 650.000 anni.[1]
- Un sondaggio del 2004 su una serie di articoli di riviste scientifiche redatti tra il 1993 e il 2003. Il sondaggio sostiene che la totalità degli articoli è d'accordo sulle origini umane del riscaldamento globale o semplicemente non si esprime.[2]

L'Associated Press ha contattato un centinaio di ricercatori nel campo della climatologia per avere un loro parere sull'accuratezza scientifica del film. La maggior parte degli scienziati interpellati non avevano visto il film né letto l'omonimo libro, ma coloro che lo avevano fatto hanno affermato che Gore ha trasmesso i concetti scientifici in modo sostanzialmente corretto, con pochi errori.
Tuttavia, il documentario ha ricevuto diverse critiche. Nell'editoriale del 26 giugno 2006 del Wall Street Journal, il prof. Richard Lindzen del Massachusetts Institute of Technology critica il film di Gore e mette in dubbio quanto da lui affermato. Lo stesso Lindzen è a sua volta stato criticato per i finanziamenti di aziende petrolifere ricevuti da vari istituti di cui è partecipe. Nel 2006 il film è stato criticato anche da Roy Spencer, ricercatore dell'Università dell'Alabama a Huntsville.
In seguito ad un ricorso presentato nel Regno Unito contro la proiezione del documentario nelle scuole statali, un giudice dell'Alta Corte inglese ha stabilito che il film An Inconvenient Truth è «largamente accurato», ma «in un contesto di allarmismo ed esagerazione»; inoltre, per la presenza di accuse di immobilismo all'amministrazione Bush «non è solo un documento scientifico, è un film politico». Il giudice ha comunque deciso che il film poteva essere proiettato nelle scuole, a condizione di essere accompagnato da note di orientamento per gli insegnanti. In sede processuale sono state anche evidenziate delle incongruenze scientifiche e rilevati 9 principali errori commessi nel giungere ad alcune conclusioni. Ad esempio, Gore discute la possibilità di un innalzamento dei mari di circa "6 metri" causato sia dallo scioglimento dei ghiacciai dell'Antartide Occidentale o della Groenlandia. Anche se nel contesto Gore non fa esplicitamente riferimento a un prossimo futuro, tuttavia il giudice ha sottolineato che per raggiungere la quota di innalzamento citata da Gore sarebbero necessari diversi millenni: secondo quanto riportato dal rapporto dell'IPCC del 2007, nei prossimi 100 anni i due ghiacciai citati potranno apportare solamente un innalzamento di 6 cm del livello dei mari.
Commentando la sentenza, due scienziati inglesi hanno difeso il film di Gore, affermando che anziché di veri e propri errori sarebbe opportuno parlare di imprecisioni e di questioni che presentano margini d'incertezza. I due scienziati concordano comunque sul fatto che Gore abbia presentato alcuni scenari climatici estremi.
Christopher W. Monckton, giornalista e politico britannico, ha affermato che nel film di Gore ci sarebbero in totale 35 errori.

### La verità nascosta
Al Gore è polemico anche con i mass media che spesso credono che sia possibile cambiare la realtà e guidare l'opinione pubblica, piuttosto che avere l'obiettivo di rivelare la verità.
Egli mostra come tutti gli articoli scientifici concordino che sia in atto un cambiamento climatico, solo lo 0,1% è di opinione diversa, mentre se questa percentuale si rivolge ai media appare come il 53% dei media mostrino che niente sta cambiando e che i fenomeni attuali sono solo occasionali.
Questa è la verità negata e nascosta da quei media pilotati dalle lobby e dalla politica che non fanno che creare confusione.
Al Gore presenta dati e testimonianze a sostegno del fatto che la lobby del petrolio abbia perpetrato molteplici casi di frode scientifica, modificando articoli scientifici anche contro l'opinione del loro autore, esercitando pressioni indebite sugli scienziati e sui centri di ricerca, al fine di insinuare nel pubblico il dubbio sulla fondatezza scientifica dell'emergenza del riscaldamento globale.

## Promozione
Il film è stato pubblicizzato con frasi come "A global warning" (Un avvertimento globale) , "We're all on thin ice" (Siamo tutti su un sottile strato di ghiaccio), "By far the most terrifying film you will ever see" (Di gran lunga il più terrificante film che vedrai), and "The scariest film this summer is one where you are the villain and the hero" (Questa estate il film più spaventoso è uno in cui tu sei sia il cattivo che l'eroe).

### Successo
Il film è stato proiettato per la prima volta il 24 maggio 2006 a New York e a Los Angeles. Nel giorno del Memorial Day, ha incassato una media di 91.447 $, per cinema, l'incasso più alto di qualsiasi film nel weekend e un record per un documentario.
Nel 2006, al Sundance Film Festival, il film ricevette tre standing ovation. È stato inoltre proiettato al Festival di Cannes, e a ha aperto, il 14 giugno 2006, la notte del 27º Festival Internazionale di Durban. Una scomoda verità fu il documentario più popolare per il Festival internazionale di Brisbane.
Al 6 settembre 2006 il film ha incassato più di 23 milioni di dollari, il terzo maggior incasso per un documentario di tutti i tempi dopo Fahrenheit 9/11 e La marcia dei pinguini.
Al Gore ha affermato: Io e mia moglie devolviamo il 100% di tutti i profitti del film e del libro a una campagna di sensibilizzazione sul riscaldamento globale e ai problemi ambientali.
La Paramount Pictures si è impegnata a devolvere il 5% degli incassi dei propri cinema al gruppo indipendente Alliance for Climate Protection, per la sensibilizzazione attorno alle problematiche ambientali e al riscaldamento globale.
Il dipartimento dell'istruzione Britannica ha deciso che ogni scuola del Regno Unito riceverà una copia del film. Il film farà parte di un progetto più ampio atto a svecchiare i libri di testo britannici e a renderli più in linea con le moderne teorie scientifiche sull'inquinamento e sull'effetto serra.

## Distribuzione
Il film fu presentato per la prima volta al Sundance Film Festival del 2005 e proiettato a New York e Los Angeles il 24 maggio dello stesso anno.
Il film è uscito in DVD per la Paramount Home Entertainment, il 21 novembre 2006 negli Stati Uniti, e il 17 maggio 2007 in Italia.

## Reazione politica
Il documentario ha suscitato interesse in molte parti del mondo e ha fatto sì che la consapevolezza del riscaldamento globale come problema da risolvere crescesse ulteriormente in maniera internazionale, spingendo sempre più persone a chiedere maggiori azioni da parte dei governi per salvaguardare il clima. Nonostante il suo successo però, alcuni leader politici sono poco desiderosi di accogliere la tematica del film come una necessità reale.

### Governo
- Il presidente statunitense George W. Bush, alla domanda se avesse intenzione di vedere il film rispose: « Ne dubito ». Ha poi continuato: « E a mio giudizio noi abbiamo bisogno di mettere da parte la discussione sul se i gas serra sono causati dall'umanità o da effetti naturali, e focalizzare la nostra attenzione sulle tecnologie che ci permettano di vivere meglio e allo stesso tempo proteggendo l'ambiente ».[18] Gore rispose che « L'intera comunità scientifica mondiale è d'accordo sul fatto che sono gli uomini i responsabili del riscaldamento globale e lui Bush ha oggi espresso il suo dubbio che questo sia vero ».[18] La Casa Bianca ha poi affermato che Bush già è a conoscenza dell'impatto degli esseri umani sul riscaldamento globale.[18]
- Nel settembre 2006, Gore si è recato a Sydney, in Australia, per promuovere il film. Il primo ministro australiano, John Howard, in quell'occasione disse che non avrebbe incontrato Gore o accettato il Protocollo di Kyoto a causa del film: « Non prendo consigli politici dai film », disse. L'ex leader dell'opposizione Kim Beazley si unì invece a Gore per la visione del film e altri membri del parlamento erano presenti ad una speciale proiezione al Parlamento la settimana prima[19]
- Nel Regno Unito il leader dell'opposizione e del Partito dei Conservatori David Cameron, ha esortato la gente a vedere il film per capire i cambiamenti climatici.[20]
- In Belgio Margaretha Guidone (partito socialista) è riuscita a convincere l'intero governo belga a vedere il film.[21]
- In Costa Rica Al Gore ha incontrato il presidente Óscar Arias ed è stato ricevuto con interesse dagli altri politici e dai media locali.
- In Spagna, dopo un incontro con Gore, il primo ministro José Luis Rodríguez Zapatero ha affermato che il governo renderà disponibile il documentario nelle scuole. Gore ha ricevuto inoltre il premio Principe delle Asturias per la cooperazione internazionale.[22][23]

## Citazioni
- Prima che Una scomoda verità fosse distribuito, Al Gore fu parodiato nell'episodio Manbearpig (in italiano Uomorsomaiale) di South Park, che si conclude con Al Gore che esclama la sua intenzione di fare un film con se stesso come attore nel quale proverà a salvare il mondo da qualcos'altro (diverso dall'uomorsomaiale). Gore accolse con ironia questa rappresentazione di se stesso, dicendo che "La loro sensibilità comica è rivolta ad un pubblico di età diversa da quello al quale io appartengo, ma trovo comunque divertente molto di quello che dicono"[24].
- Durante il film, Al Gore mostra uno spezzone preso dall'episodio Crimes of the Hot (in italiano Crimini del caldo) di Futurama riguardante il riscaldamento globale; Al Gore fu una guest star in quell'episodio, ma non è presente nello spezzone. Anche se non ne è stata l'autrice, la figlia di Gore, Kristin Gore Cusack, ha lavorato nello staff di Futurama come story editor. Inoltre, Gore appare in un falso trailer creato dagli stessi autori di Futurama e chiamato A Terrifying Message from Al Gore.[25]
- Nel film I Simpson - Il film, il documentario di Gore è parodiato quando Lisa Simpson, presentando nello stile di Al Gore i pericoli dell'inquinamento del lago di Springfield ai residenti, fallisce nel far funzionare una piccola gru per sollevarsi in modo da mostrare un grafico coi dati sul riscaldamento globale. Il titolo della presentazione di Lisa è Una verità irritante.
- Nell'episodio 3 della 7ª serie di Scrubs, Ted convince l'inserviente a guardare il film per redimerlo dal suo comportamento poco attento alle tematiche ecologiche. In seguito alla visione del film, diventerà l'"Environmental Officer" del Sacro Cuore scontrandosi con le abitudini viziose del dottor Kelso.

## Sequel
Nel 2017 è stato realizzato un sequel intitolato Una scomoda verità 2 (An Inconvenient Sequel: Truth to Power), diretto Bonni Cohen e Jon Shenk, in cui Al Gore continua la sua battaglia contro i cambiamenti climatici.

## Riconoscimenti
- 2007 - Premio Oscar
  - Miglior documentario a Davis Guggenheim
  - Miglior canzone (I Need To Wake Up) a Melissa Etheridge
- 2006 - National Board of Review Award
  - Miglior documentario
- 2007 - Kansas City Film Critics Circle Award
  - Miglior documentario

- 2006 - Los Angeles Film Critics Association Award
  - Miglior documentario a Davis Guggenheim
- 2007 - Critics' Choice Movie Award
  - Miglior documentario
  - Nomination Miglior canzone (I Need To Wake Up) a Melissa Etheridge
- 2006 - Satellite Award
  - Nomination Miglior documentario